# Kınalıada
Kınalıada (gr. Πρώτη, Proti) – turecka wyspa we wschodniej części Morza Marmara, niedaleko azjatyckiej części Stambułu. Powierzchnia wyspy wynosi ok. 1,3 km², jest czwartą pod względem wielkości wyspą w archipelagu Wyspy Książęce.
W czasach Cesarstwa Bizantyńskiego wyspa służyła jako miejsce zesłania. Najbardziej znanym zesłańcem był cesarz Roman IV Diogenes, przebywający w klasztorze na wyspie po przegranej bitwie pod Manzikertem.